# Tabligh
Yamaat Tabligh (en árabe: جماعة التبليغ; en español: Sociedad de Difusión de la fe) es un movimiento religioso islámico basado en el principio de "El Trabajo de los Profetas", invitando a Alá y a su profeta Mahoma. El movimiento comenzó en 1926 por medio de Muhammad Ilías al-Kandhklawi en India. Apunta primeramente a la reforma espiritual, por medio de un trabajo de raíz, llegando a musulmanes de todos los estratos sociales y económicos con fines de acercarlos a las prácticas islámicas.
Yamaat Tabligh apareció como una rama del movimiento Deobandi. Su nacimiento se cree que es una respuesta al deterioro de los valores y la negligencia de los aspectos fundamentales del Islam, lo que era considerado como amenaza para los Musulmanes. Se ha expandido gradualmente, llegando a ámbitos internacionales y ahora tiene más de 10 millones de seguidores en más de 200 países.
Yamaat Tabligh mantiene una política no filiatoria en asuntos de fiqh (jurisprudencia). Aunque el grupo nació de la escuela Deobandi, dentro del madhhab Hanafi, ninguna interpretación ha sido adjudicada al movimiento desde sus inicios, dado que las bases de todas las escuelas, el Corán y la Sunnah, son inmutables.
Yamaat Tabligh ha evitado los medios electrónicos y ha enfatizado la comunicación personal como forma de proselitismo. Las enseñanzas del Yamaat son básicas en su aplicación, y los Seis Principios listados por Muhammad Ilías influencian la mayoría de sus enseñanzas.
Yamaat Tabligh atrajo la atención de los medios al anunciar sus planes de construcción de la más grande mezquita en Europa, a ser construida en Londres. Es una organización pacifista (invitación pacífica). Yamaat Tabligh sostiene que el musulmán se mantiene en un estado constante de Yihad en el sentido de lucha contra el mal, el arma a elegir es el Da'wah y las batallas son ganadas o perdidas en los corazones de los hombres.

## Historia
La emergencia de Yamaat Tabligh representó la intensificación de los aspectos de reforma individual en el movimiento Deobandi. Fue también una continuación de la tendencia más amplia del avivamiento islámico en India, en el auge del colapso político musulmán y la consolidación del mandato británico en India.
El nacimiento del grupo también coincidió cercanamente con el levantamiento de varios movimientos proselitistas Hindúes, los cuales lanzaron esfuerzos masivos en el temprano siglo veinte para reconvertir hindúes que habían dejado su religión por el islam y el cristianismo. Algunos grupos notables de entre los movimientos revivalistas hindúes fueron el Shuddhi (purificación) y Sanghatan (consolidación). El movimiento Tabligh apuntó a la reafirmación de la identidad religiosa y cultural islámica de aquellos musulmanes que practicaban costumbres y ritos religiosos conectados al hinduismo. A diferencia de otros movimientos proselitistas, Yamaat Tabligh nunca se esforzó por convertir a los no-musulmanes al islam, por el contrario se enfocó en hacer que los musulmanes se vuelvan 'mejores y más puros'.

### Origen
Muhammad Ilyas, el fundador de Yamaat Tabligh, quería crear un movimiento que "ordenara el bien y prohiba el mal", como fue delineado en el Corán, y como su maestro Rashid Ahmad Gangohi soñaba hacer. La inspiración para esto vino durante su segundo peregrinación a Meca en 1926. Inicialmente intentó establecer una red de escuelas religiosas basadas en las mezquitas, con el fin de educar a los musulmanes de Mewat sobre las creencias y prácticas islámicas. Al cabo de muy poco tiempo, sufrió una decepción al ver que aquellas instituciones producían funcionarios religiosos, pero no predicadores.
Muhamma Ilyas abandonó su puesto como profesor en Madrasah Mazahir Uloom en Saharanpur para convertirse en un misionero. Se mudó a Nizamuddin, cerca de Deli. donde su movimiento fue formalmente lanzado en 1926, o 1927. Al definir las bases de su movimiento, buscó inspiración en las prácticas adoptadas por el Profeta Mahoma al comienzo su misión. Muhammad Ilyas formó el eslogan: en urdu: "!اﮮ مسلمانو! مسلمان بنو"‎, "¡Oh musulmanes, vuélvanse musulmanes!", el cual expresaba el foco central de Yamaat Tabligh: su meta de renovar a los musulmanes socialmente, uniéndolos bajo el estilo de vida de Mahoma. El movimiento ganó seguidores en muy poco tiempo, y cerca de 25.000 personas asistieron a la conferencia anual (iytima') en noviembre de 1941.